# ای‌وی-تست
ای‌وی-تست (انگلیسی: AV-TEST) یک سازمان مستقل است که ضدویروس و نرم‌افزار امنیت کامپیوتر را برای سیستم عامل‌های مایکروسافت ویندوز، macOS و اندروید بر اساس معیارهای مختلف ارزیابی و رتبه‌بندی می‌کند. این سازمان در سال 2004 تاسیس شد و در ماگدبورگ، آلمان مستقر است. محققان نتایج آزمایش خود را یک ماه در میان منتشر می‌کنند که در آن محصولاتی را که گواهینامه خود را دریافت کرده‌اند فهرست می‌کنند.

## تاریخچه
این مؤسسه توسط آندریاس مارکس (مدیر عامل) و گویدو هابیشت تأسیس شد. در فوریهٔ ۲۰۲۱، این مؤسسه به عضویت گروه Swiss IT Security درآمد و به‌عنوان نهمین عضو این گروه در آلمان معرفی شد.

## فعالیت ها و خدمات
AV-TEST به‌طور منظم، هر دو ماه یک‌بار، نتایج آزمایش‌های خود را منتشر می‌کند که شامل ارزیابی نرم‌افزارهای ضدویروس، ضدجاسوس‌افزار و فایروال برای ناشران نرم‌افزار و مجلات تخصصی است. در زمینهٔ صدور گواهینامه، این مؤسسه با شرکت Tekit Consult Bonn GmbH (از گروه TÜV Saarland) همکاری می‌کند.

## انتقاد
در سال ۲۰۱۳، یوگنی کسپرسکی، متخصص امنیت و مدیر عامل شرکت امنیت فناوری اطلاعات کسپرسکی لب، از ای‌وی-تست به دلیل تغییر روند صدور گواهینامه آنها انتقاد کرد.